# Distortion (Rev Run)
Distortion è il primo album da solista di Joseph "Rev Run" Simmons, ex membro dei Run DMC.

## Tracce
1. I Used to Think I Was Run – 3:07
2. Home Sweet Home – 2:15
3. Boom Ditty – 2:11
4. Breaktime – 1:42
5. High and Mighty Joe – 2:04
6. The Way – 2:19
7. Don't Stop Y'all – 2:36
8. Mind on the Road – 2:39
9. Take a Tour – 2:09
10. Distortion – 1:53